# Van Hool NewA320
Le Van Hool NewA320 est un autobus standard fabriqué et commercialisé par le constructeur belge Van Hool.

## Historique
Il était produit de 2002 à 2006 et succédait à l'A320 et indirectement à l'A300. Il sera suivi par le NewA360.

## Caractéristiques

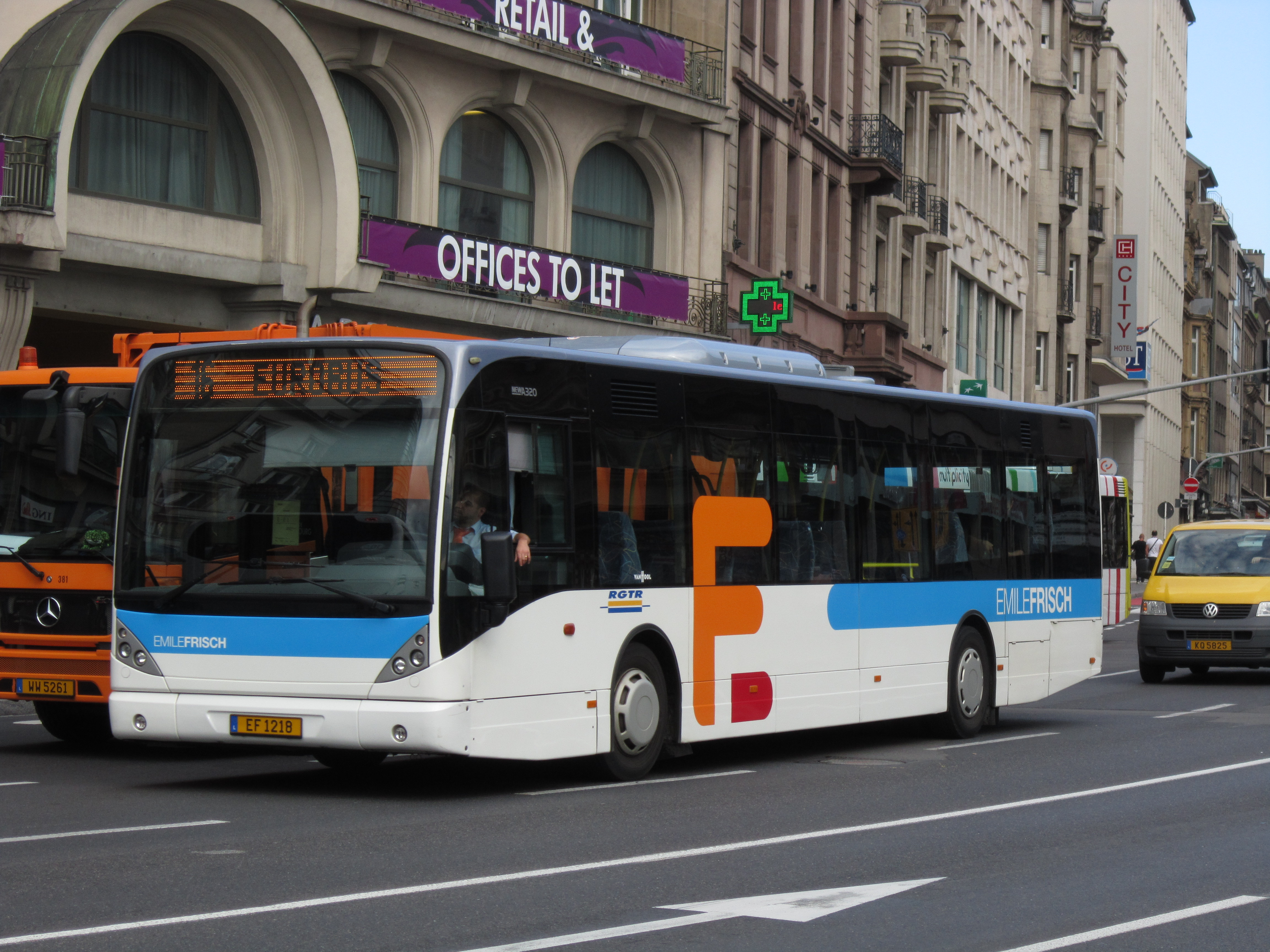
Van Hool NewA320 de la firme Luxembourgeoise Autocars Émile Frisch.

Il existe uniquement en version deux portes. La partie avant dispose d'un plancher surbaissé. Il est équipé un moteur placé à l'arrière, en porte-à-faux.

## Exploitants

### Belgique
Contrairement aux Van Hool A320 et aux autres modèles de la nouvelle génération, les NewA320 n'ont pas été vendus neufs en Belgique.
Six NewA320 d'occasion circulent pour le compte de TEC ou De Lijn via des opérateurs privés sous contrat. Il  s'agit d'anciens autobus luxembourgeois rachetés aux firmes Autocars Émile Frisch et Demy Cars.

### Grand-Duché du Luxembourg
Plusieurs NewA320 ont été achetés par des opérateurs luxembourgeois (Autocars Émile Frisch, Demy Cars). Certains de ces autobus ont depuis été revendus.